# سیمبر استرلینگ
سیمبر استرلینگ (انگلیسی: Cimber Sterling) شرکت هواپیمایی دانمارکی است، که در سال ۱۹۵۰ تأسیس شد.